# Prva crnogorska fudbalska liga
Prva crnogorska fudbalska liga kallas Meridianbet 1. CFL av sponsringsskäl, är Montenegros högsta division i fotboll för herrar, och lyder under det montenegrinska fotbollsförbundet. Serien sparkade igång säsongen 2004/2005 som en delstatsserie inom det dåvarande serbiskmontenegrinska seriesystemet, men blev säsongen 2006/2007 det självständiga Montenegros högsta nationella division, och serien vanns denna säsong av FK Zeta. Seriesegraren erhåller en plats i kvalificeringen till UEFA Champions League.

## Klubbar säsongen 2024/25
| Lag               | Stad         | Placering 2024/2025 | Första säsong i högstadivisionen | Stadium                              | Officiell hemsida |
| ----------------- | ------------ | ------------------- | -------------------------------- | ------------------------------------ | ----------------- |
| FK Arsenal        | Tivat        | 7th                 |                                  | Stadion u Parku (2,000)              | fk-arsenal.me     |
| FK Bokelj         | Kotor        | 1:a i Druga CFL     | 2007-08                          | Stadion pod Vrmcem (5,000)           |                   |
| FK Budućnost      | Podgorica    | 3rd                 | 1946–47                          | Stadion pod Goricom (15,230)         | fk-buducnost.me   |
| FK Dečić          | Tuzi         | 1st                 | 2006–07                          | Stadion Tuško Polje (3,000)          |                   |
| FK Jezero         | Plav         | 5th                 |                                  | Stadion pod Racinom (2,500)          |                   |
| FK Jedinstvo      | Bijelo Polje | 8th                 | 2005–08                          | Gradski stadion Bijelo Polje (5,000) |                   |
| FK Mornar         | Bar          | 2nd                 |                                  | Stadion Toplica (2,500)              | fkmornarbar.me    |
| FK Otrant-Olympic | Ulcinj       | 2:a i Druga CFL     |                                  | Stadion Olympic (1,500)              |                   |
| OFK Petrovac      | Petrovac     | 6th                 | 2006–07                          | Stadion pod Malim brdom (1,630)      | ofkpetrovac.com   |
| FK Sutjeska       | Nikšić       | 4th                 | 1964–65                          | Stadion kraj Bistrice (5,214)        | fksutjeska.me     |

## Mästare

### Serbien och Montenegros seriesystem
| Säsong    | Segrare                   |
| --------- | ------------------------- |
| 2004/2005 | FK Jedinstvo Bijelo Polje |
| 2005/2006 | FK Rudar Pljevlja         |

### Självständiga Montenegro
| Säsong    | Segrare                |
| --------- | ---------------------- |
| 2006/2007 | FK Zeta                |
| 2007/2008 | FK Budućnost Podgorica |
| 2008/2009 | FK Mogren              |
| 2009/2010 | FK Rudar Pljevlja      |
| 2010/2011 | FK Mogren              |
| 2011/2012 | FK Budućnost Podgorica |
| 2012/2013 | FK Sutjeska Nikšić     |
| 2013/2014 | FK Sutjeska Nikšić     |
| 2014/2015 | FK Rudar Pljevlja      |
| 2015/2016 | FK Mladost Podgorica   |
| 2016/2017 | FK Budućnost Podgorica |
| 2017/2018 | FK Sutjeska Nikšić     |
| 2018/2019 | FK Sutjeska Nikšić     |
| 2019/2020 | FK Budućnost Podgorica |
| 2020/2021 | FK Budućnost Podgorica |
| 2021/2022 | FK Sutjeska Nikšić     |
| 2022/2023 | FK Budućnost Podgorica |
| 2023/2024 | FK Dečić               |
| 2024/2025 | FK Budućnost Podgorica |

## Uppträdande per klubb
| Klubb        | Stad      | Mästare | Vinnande år                                                   |
| ------------ | --------- | ------- | ------------------------------------------------------------- |
| FK Budućnost | Podgorica | 7       | 2007/08, 2011/12, 2016/17, 2019/20, 2020/21, 2022/23, 2024/25 |
| FK Sutjeska  | Nikšić    | 5       | 2012/13, 2013/14, 2017/18, 2018/19, 2021/22                   |
| FK Rudar     | Pljevlja  | 2       | 2009/10, 2014/15                                              |
| FK Mogren    | Budva     | 2       | 2008/09, 2010/11                                              |
| FK Zeta      | Golubovci | 1       | 2006/07                                                       |
| OFK Titograd | Podgorica | 1       | 2015/16                                                       |
| FK Dečić     | Tuzi      | 1       | 2023/24                                                       |

### Fotnoter
1. ↑  ”Meridianbet sponzor 1. CFL fudbalske lige”. rtcg.me. 18 juli 2022. https://rtcg.me/sport/fudbal/370498/meridianbet-sponzor-1-cfl-fudbalske-lige.html. Läst 12 april 2025.
2. ↑  ”Montenegro mean business” (på engelska). UEFA. 5 januari 2015. http://www.uefa.com/memberassociations/association=mne/news/newsid=945296.html. Läst 23 maj 2015.